# Krigsskeppet Temeraire bogseras till sin sista ankarplats för att huggas upp
Krigsskeppet Temeraire bogseras till sin sista ankarplats för att huggas upp (engelska:  The Fighting Temeraire tugged to her last Berth to be broken up) är en oljemålning av den brittiska konstnären William Turner från 1839.

## Målningen
Målningens komposition är ovanlig, i och med att målningens huvudobjekt, det gamla krigsskeppet, inte är placerat i mitten, utan långt till vänster. Skeppet visas upp i nästan spöklika färger mot bakgrund av en trekant av blå himmel och stigande dimma, vilket ger en reliefverkan. Fartygets skönhet visas i stark kontrast mot den smutsiga nedsvärtade bogserbåten med sin långa skorsten.
Turner har använt den triangulära formen också i en andra trekant med ett antal bemastade skepp, vilka visas i  minskande storlek ju längre bort de ligger. Temeraire och bogserbåten har passerat en liten segelflodbåt som knappt rör sig i den svaga vinden. På högra sidan av målningen, på motsatt sida om Temeraire, och på samma avstånd från tavlans kant som Temeraires stormast, syns solen sjunka mot horisonten ovanför flodmynningen, med sina strålar mot molnen ovanför och mot vattenytan. Molnens flammande röda färg reflekteras i floden. Solnedgången symboliserar slutet på en epok i den brittiska flottans historia.
The Fighting Temeraire röstades fram som Storbritanniens mest populära målning i en tävling som arrangerades 2005 av BBC Radio 4.

## Bakgrund
Krigsskeppet HMS Temeraire, byggt 1798, var ett av de sista linjeskeppen som hade haft betydelse i  slaget vid Trafalgar 1805. Målningen avbildar HMS Temeraire bogserad av en hjulångare mot sin sista kajplats i Rotherhithe i sydvästra London 1838 för att huggas upp.
William Turner gjorde denna målning på höjden av sin karriär, efter att ha ställt ut på Royal Academy i London under 40 år. Han hade upparbetat ett rykte att måla stämningsmättade konstverk, i vilka han utnyttjade väder, hav och ljuseffekter. Han tillbringade mycket tid nära floden Themsen och gjorde många målningar av skepp och motiv vid vattenkanten, både i olja och som akvareller. Han gjorde vanligen små skisser utomhus och bearbetade målningarna i sin ateljé. Det är dock tämligen säkert att han inte bevittnade den faktiska bogseringen av Temeraire.

## Proveniens
Målningen visades på en utställning på Royal Academy i London 1839. Turner behöll målningen i sin ateljé, där den var kvar till hans död. Den donerades till staten genom testamente, men skrivningarna i  testamentet var oklara. Det bestreds av hans släktingar. Rättstvisten slutade först 1856, fem år efter hans död. Målningen har därefter varit utställd på National Gallery i London.